# 拍手 (敬意)
拍手（はくしゅ）は敬意を込めて手を叩く行為。

## 概要
3世紀の日本を伝える『魏志倭人伝』には「見大人所敬但搏手以当跪拝」（大人の敬する所を見れば、但だ手を搏ちて、以て跪拝に当つ）とある。身分の上の者に対して倭人は「拍手」することで漢人の跪いての拝礼と同等の敬意を示しているという内容である。『日本後紀』の「延暦十八年（799年）正月一日条」には「渤海国の使あるを以て」「手を拍たず」とある。これは大陸からの使者が来日し、朝賀の式に出席していたために日本でしか通用しない礼法を遠慮したものと考えられている。そして、後世になって「拍手」などの礼が神前だけに限られるようになったとされている。
近代には玉ノ家湖秀が1888年（明治21年）に発表された『政海廼写真』において、「名高き博士で厶（ござ）り升（ます）れば拍手喝采を得ん」という発言を引いて「拍手喝采満画堂」（拍手喝采画堂ニ満ツ）と分析している。